# Sabório
Sabório (em latim: Saborius; em grego: Σαβώριος; romaniz.: Sabórios) foi um general bizantino que se revoltou contra o imperador Constante II (r. 641–668) em 667-668. Tentou e conseguiu obter o apoio do califa omíada Moáuia I (r. 661–680), mas acabou morrendo num acidente equestre antes de conseguir enfrentar as tropas imperiais.

## Biografia

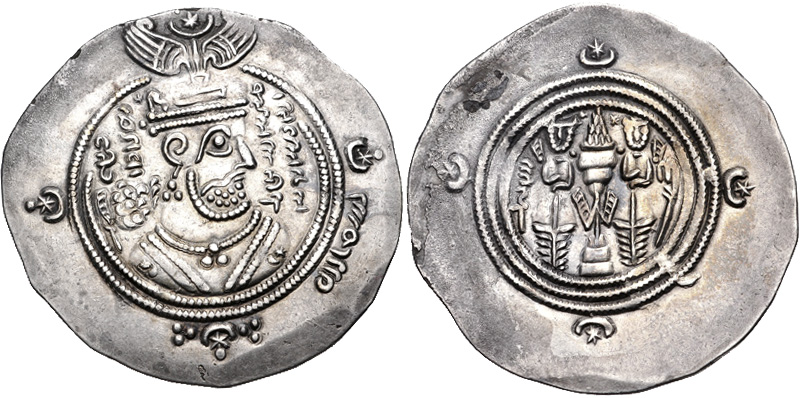
Dracma de estilo sassânida do califa omíada r.

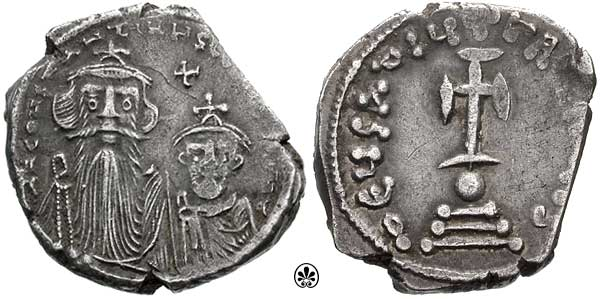
Hexagrama de e

Segundo Teófanes, o Confessor, possuía ascendência persa (seu nome é a forma grega do persa Xapur), posição hoje rejeitada em detrimento possível origem armênia. É por vezes identificado com Pasagnates, "patrício dos armênios", que se rebelou em 651-652. Em 667, ele era o governador-geral (estratego) do Tema Armeníaco, que cobria a parte nordeste da Anatólia. À época, e já por muitos anos, Constante II estava vivendo em Siracusa, na Sicília, tendo deixado a capital Constantinopla aos cuidados de seu filho e coimperador - e eventual sucessor - Constantino IV (r. 668–685). Na ausência do imperador, o califa Moáuia aproveitou para realizar uma série de raides devastadores na Anatólia, principalmente no Tema Armeníaco.
Aproveitando-se da ausência de muitos soldados dos outros temas e com o imperador na Sicília, Sabório iniciou uma revolta no final de 667. Para assegurar a sua retaguarda, enviou um de seus generais, Sérgio, em embaixada até Moáuia em Damasco, para conseguir seu apoio. Constantino, ao saber da revolta, também mandou um emissário, o eunuco cubiculário André ao califa. Este, porém, não conseguiu cobrir a oferta rebelde de um pesado tributo ("toda a receita pública", de acordo com Teófanes) e Moáuia concordou em apoiar Sabório com suas tropas. Apesar deste revés, André conseguiu que Sérgio, que o havia insultado durante as negociações, fosse capturado num passo perto de Arabisso, na Cilícia, por tropas leais ao imperador bizantino. Sergio então foi castrado e empalado numa estaca.
Ainda assim, com o flanco oriental assegurado, marchou ao ocidente em direção a Constantinopla e conseguiu ganhar o controle sobre a maior parte da Anatólia. Acampou com seus homens em Hexápolis, também conhecida como Adrianópolis, na Bitínia, onde treinou seus homens e esperou a chegada do exército muçulmano. Sabório estava preparando seus homens para enfrentar um esperado ataque do exército imperial sob o patrício Nicéforo, quando seu cavalo disparou em direção a um portão da cidade, matando-o.  As tropas armênias, agora sem liderança, rapidamente se renderam e, quando as tropas árabes chegaram, a revolta já estava terminada. O exército árabe aproveitou-se do tumulto e montou raides até na região do Bósforo e capturou Amório, que foi retomada no inverno seguinte.

## Legado
A revolta de Sabório não teve como resultado perdas territoriais pelo Império Bizantino, mas foi importante mesmo assim como o primeiro caso atestado de uma rebelião em temas reunidos e anunciando uma fase com diversas revoltas pelos séculos VII e VIII. Apesar da sequência de revoltas, o destino de Sabório também encorajou uma crença, muito repetida nas fontes siríacas e bizantinas, de que a morte esperava quem se revoltasse contra um imperador legítimo em Constantinopla ou lidasse com os infiéis muçulmanos.